# ダブル・デセプション〜共犯者
『ダブル・デセプション〜共犯者』（Double Deception）は、2001年3月に公開された劇場映画である。日米公開映画であり、菊川怜は映画初出演&初主演にしていきなりのハリウッド映画デビューであり、ほとんど全編英語の台詞やガンアクションシーンの連続にも果敢に挑んだ。

## ストーリー
ロサンゼルスでは、富豪層を狙った武装誘拐団が暗躍していた。そんな折、日系企業の社長・尾崎の娘・梨沙が、ボディガードのルークの目の前で誘拐された。しかし実際に誘拐されたのは誘拐に備えて雇っていた替え玉・マリアだった。梨沙の父親は200万ドルの身代金の支払いを拒否する。
自らの過失の責任を感じたルークは、誘拐犯の真のターゲットである梨沙を囮にしてマリアを救い出そうと考え、本物の梨沙を拉致した。ルークから事情を聞き梨沙は、マリア救出のためにルークと行動を共にしようと決意する。
梨沙は、200万ドルの身代金を父親から引き出すべく自ら「狂言誘拐」を仕掛ける。自らの誘拐事件の＂共犯者＂となり、ルークと共に警察の追っ手から逃げながら、凶悪な誘拐犯に挑んでゆく。

## キャスト
- ルーク・キャンベル：ルイス・マンディーロ
- 尾崎梨沙：菊川怜
- マリア：星野マヤ
- 尾崎健三：中田浩二

- スネーク（誘拐犯ボス）：ジェームズ・ルッソ
- ヴィンセント（闇社会の男）：ウド・キア
- バート（警備員・ルークの警官時代の元同僚）：ジョー・エステベス
- ダニー（ルークの元相棒）：デビッド・バリィ
- ジュディー（ダニーの妻）：サニー・ノクス

## スタッフ
- 製作：pathfinder Pictures、マーズプロダクション、劇団櫂、Phaedra Cinema
- 配給：Phaedra Cinema、アルゴ・ピクチャーズ
- 製作総指揮：グレゴリー・ハタナカ、石野憲助
- プロデュース：ケン・イシイ
- アソシエイトプロデューサー：ステファード・スティーブンソン、カイドウ・ヤマダ
- ラインプロデューサー：ステファード・スティーブンソン
- 脚本：クリスチャン・リー、大川俊道
- 監督：大川俊道